# スコティッシュ・プロフェッショナル・フットボールリーグ
スコティッシュ・プロフェッショナル・フットボールリーグ (Scottish Professional Football League, SPFL) は、スコットランドのサッカーリーグである。スコティッシュ・プレミアリーグとスコティッシュ・フットボールリーグの統合によって2013年6月に設立された。リーグはスコットランドのリーグシステムにおける上位4リーグのほか、スコティッシュリーグカップ、スコティッシュ・チャレンジカップの2つのカップ戦を主催する。

## 設立の背景
スコットランドリーグの歴史は1890年のスコティッシュ・フットボールリーグ (SFL) 設立から始まる。リーグはディヴィジョン1とディヴィジョン2による2部構成であり、シーズン終了後に両リーグ間で昇降格があった。1970年代中盤になるとリーグは3部構成となり、かつてのディヴィジョン1がプレミア・ディヴィジョンに、同じくディヴィジョン2がディヴィジョン1に、そして新たに3部相当のディヴィジョン2が新設された。このシステムは1975-76シーズンから導入された。1994-95シーズンには更に4部相当のサード・ディヴィジョンが新設され、上位4リーグが10クラブずつで構成されることになった。
1997年9月8日、プレミア・ディヴィジョンに所属するクラブがイングランドのプレミアリーグに倣い、リーグから分離してスコティッシュ・プレミアリーグ (SPL) を設立。放映権料やスポンサー収益がトップクラブによってコントロールされることになった。SFLの収益は4部の全クラブ間で分配されていたが、SPLはSFLへの一部支出、降格クラブへの支出を除いた収益の全てを確保した。
2000年代後半になると、スコットランドサッカー界では再び改革を問う声が上がり始めた。クラブ、代表共にスコットランド勢は国際競争の中で目ぼしい成果を上げられず、収益性を見ても隣国イングランドのプレミアリーグに大幅な後れを取っていた。2010年12月にはヘンリー・マクリーシュ元スコットランド首相がスコットランドサッカー協会の求めによって提言をまとめ、この中でトップリーグは10クラブに削減すること（SPLは2000-01シーズンに12クラブへ拡張された）、そして単一のリーグ組織が必要であることが示された。しかし、この改革案はSPLの4クラブによる反対で実現には至らなかった。
リーグ統合に向けての議論は続けられた。2013年4月には統合後に12-12-18の枠組みでリーグを構成する案が示された。この案は一度SPLの2クラブ（ロス・カウンティとセント・ミレン）の反対によって見送られたが、その後、現状のリーグシステムを維持したままでリーグを統合し、2部相当のクラブにより大きな分配を行う案が可決された。SFL側からは3部、4部相当のクラブへの分配を手厚くする案が出されたが、SPL側の反対によって否決された。ファースト・ディヴィジョン（2部相当）の数クラブからはSFLを離脱し、SPL2（SPLセカンド・ディヴィジョン）を組織する案も示され、SPLもこの案を支持する姿勢を見せた。2013年6月12日、SFLの23クラブの投票によってリーグ統合案が可決され、同28日に統合が正式決定。2013-14シーズンより新たな枠組みでシーズンが始まった。

## 組織と構成
SPFLには4つのディヴィジョンがあり、上位から順にスコティッシュ・プレミアシップ、スコティッシュ・チャンピオンシップ、スコティッシュ・リーグ1、スコティッシュ・リーグ2の4リーグで構成される。
SPFLは加盟する42クラブによって所有、運営される。それぞれのクラブが株主であり、ルール変更や契約等に関する発言権、投票権を持つ。年次に選出される8人のメンバーによる取締役会によって最高経営責任者が選出され、初代の最高経営責任者にはニール・ドンカスターがSFL会長のデイヴィッド・ロングメアを退けて任命された

## クラブ
2020-21シーズンの参加42クラブ
| スコティッシュ・プレミアシップ - アバディーン - セルティック - ダンディー・ユナイテッド - ハミルトン・アカデミカル - ハイバーニアン - キルマーノック - リヴィングストン - マザーウェル - レンジャーズ - ロス・カウンティ - セント・ジョンストン - セント・ミレン | スコティッシュ・チャンピオンシップ - アロア・アスレティック - アーブロース - エア・ユナイテッド - ダンディー - ダンファームリン・アスレティック - グリノック・モートン - ハーツ - インヴァネス・カレドニアン・シッスル - クイーン・オブ・ザ・サウス - レイス・ローヴァーズ | スコティッシュ・リーグ1 - エアドリーオニアンズ - クライド - コーヴ・レンジャーズ - ダンバートン - イースト・ファイフ - フォルカーク - フォファー・アスレティック - モントローズ - パーティック・シッスル - ピーターヘッド | スコティッシュ・リーグ2 - アルビオン・ローヴァーズ - アナン・アスレティック - ブレチン・シティ - カウデンビース - エジンバラ・シティ - エルギン・シティ - クイーンズ・パーク - ステンハウスミュアー - スターリング・アルビオン - ストランラー |

## 優勝クラブ
| シーズン | プレミアムシップ | チャンピオンシップ         | リーグ1                          | リーグ2                  |
| -------- | ---------------- | -------------------------- | -------------------------------- | ------------------------ |
| 2013–14  | セルティック     | ダンディー                 | レンジャーズ                     | ピーターヘッド           |
| 2014–15  | セルティック     | ハート・オブ・ミドロシアン | グリノック・モートン             | アルビオン・ローヴァーズ |
| 2015–16  | セルティック     | レンジャーズ               | ダンファームリン・アスレティック | イースト・ファイフ       |
| 2016–17  | セルティック     | ハイバーニアン             | リヴィングストン                 | アーブロース             |
| 2017–18  | セルティック     | セント・ミレン             | エア・ユナイテッド               | モントローズ             |
| 2018–19  | セルティック     | ロス・カウンティ           | アーブロース                     | ピーターヘッド           |
| 2019–20  | セルティック     | ダンディー・ユナイテッド   | レイス・ローヴァーズ             | コーヴ・レンジャーズ     |
| 2020–21  | レンジャーズ     | ハート・オブ・ミドロシアン | パーティック・シッスル           | クイーンズ・パーク       |

## 昇降格プレーオフ勝利クラブ
スコティッシュ・プロフェッショナル・フットボールリーグではスコティッシュ・フットボールリーグ時代の2005年より昇降格をかけたプレーオフ・トーナメントを実施している。2014–15シーズンからはリーグ2と地域リーグであるロウランド・リーグ、ハイランド・リーグ間でのプレーオフも開始された。
| シーズン | プレミアシップ/チャンピオンシップ      | チャンピオンシップ/リーグ1             | リーグ1/リーグ2                        | リーグ2/地域リーグ                     |
| -------- | -------------------------------------- | -------------------------------------- | -------------------------------------- | -------------------------------------- |
| 2013–14  | ハミルトン・アカデミカル               | カウデンビース                         | スターリング・アルビオン               | N/A                                    |
| 2014–15  | マザーウェル                           | アロア・アスレティック                 | ステンハウスミュアー                   | モントローズ                           |
| 2015–16  | キルマーノック                         | エア・ユナイテッド                     | クイーンズ・パーク                     | エジンバラ・シティ                     |
| 2016–17  | ハミルトン・アカデミカル               | ブレチン・シティ                       | フォーファー・アスレティック           | カウデンビース                         |
| 2017–18  | リヴィングストン                       | アロア・アスレティック                 | ステンハウスミュアー                   | カウデンビース                         |
| 2018–19  | セント・ミレン                         | クイーン・オブ・ザ・サウス             | クライド                               | コーヴ・レンジャーズ                   |
| 2019–20  | 新型コロナウイルスの影響により開催中止 | 新型コロナウイルスの影響により開催中止 | 新型コロナウイルスの影響により開催中止 | 新型コロナウイルスの影響により開催中止 |

## スポンサーシップとメディア
リーグ統合の最大理由はスポンサー獲得のためのアピールだった。SPLとクライズデール銀行、SFLとアイアンブルーの契約はそれぞれ2013年までとなっていた。2013年10月、SPFLはアイアンブルーとパートナーシップを結び、リーグの公式飲料とした。リーグ、リーグカップの冠スポンサーは2シーズン空位が続き、2015年5月にブックメーカーのラッドブロークスと2年の契約を結んだ
SPFLはスカイスポーツ、BTスポーツと放映契約を結び、2015年には契約期間を2019-20シーズンまで延長している。また、2013年11月2日には中国のPPLive TVとシーズンあたり58試合の放送契約を10年2000万ポンドで締結している。